# 大波止停留場
大波止停留場（おおはとていりゅうじょう、大波止電停）は、長崎県長崎市江戸町にある長崎電気軌道本線の停留場である。駅番号は29。
1号・2号各系統が停車する。

## 歴史
大波止停留場は1915年（大正4年）に開業した。長崎電軌の第1期線（築町 - 病院下間）開通と同日のことである。停留場の位置と名前は開業以来一度も変更されておらず、これは長崎電軌の路線開業より存在する停留場では唯一。ただ当停留場が長崎県庁舎の最寄りであることから、戦前には乗務員によって「大波止県庁前」と呼称されることもあった。

### 年表
- 1915年（大正4年）11月16日：開業[2]。

## 構造
大波止停留場は併用軌道区間にあり、ホームは道路上に置かれる。ホームは2面あり、南北方向に伸びる2本の線路を挟み込むように配されるが、互いのホーム位置は斜向かいに離れている。北寄りにあるのが長崎駅前方面行きのホーム、南寄りにあるのが新地中華街方面行きのホーム。
精霊流しの際は精霊船の走行経路上に長崎駅前方面ホームがあるため、危険防止のため交差点を挟んで南側に臨時のホームが設置され、通常のホームは閉鎖される。またこのときは混雑緩和のため停留場に改札係が配置され、通常の乗車扉からも降車できるような措置をとることが多い。

## 利用状況
長崎電軌の調査によると1日の乗降客数は以下の通り。
- 1998年 - 1,644人[1]
- 2015年 - 2,500人[9]

## バス路線
県営バス・長崎バス 大波止バス停

## 周辺
周辺は長崎県の行政における中心地。大波止の交差点は市内でも有数の交差点である。かつては長崎県庁舎の最寄り停留場であったが、庁舎は2018年（平成30年）に移転した。
名前の通り長崎港の波止場も近く、五島列島や伊王島など近くの離島行きの船便がフェリーターミナルから発着する。1969年（昭和44年）までは港内で運航される連絡船も発着していて、大波止は連絡船と電車の乗り継ぎ停留場であった。フェリーターミナルは1996年（平成8年）に付近の埋め立てに伴い移転したため、当停留場からは少し距離がある。その埋め立て地にはショッピングセンター「ゆめタウン夢彩都」が開業している。
- 国道202号
- 国道499号
- 長崎出島ワーフ
- 文明堂総本店
- 長崎県警察本部
- 長崎地方裁判所・長崎家庭裁判所
- 長崎地方検察庁
- 長崎掖済会病院
- ホテルベルビュー長崎出島[11]
- アパホテル〈長崎出島〉（2022年12月27日オープン[12]、旧コンフォートホテル長崎、オーナー側との契約満了に伴い、2022年11月30日で営業を終了[13])
- 近畿産業信用組合 長崎支店

## 隣の停留場
長崎電気軌道
本線
五島町停留場 (28) - 大波止停留場 (29) - 出島停留場 (30)